# The Gentlemen (band)
The Gentlemen is een christelijke funkband, afkomstig uit Sheffield in Engeland. De band bracht drie albums uit: Smile Back at Me (2008), A Candid History of Faith Hope Love (2009) en Departures (2014). The Gentlemen speelde diverse keren in Nederland, onder andere op het Xnoizz Flevo Festival in 2007, 2008 en 2010, op Festival 316 in 2008 en 2012, in Tivoli in Utrecht in 2008 en op de EO-Jongerendag in 2011. In 2013 stond de band op het Flavor Festival. Tevens stond het in 2014 op het eerste BEAM festival.

## Bandleden
The Gentlemen bestaat sinds de oprichting in 2006 uit de volgende leden:
- Nicholas Noble (zang)
- Sean Walsh (gitaar, zang)
- Josh Cana (basgitaar, zang)
- Joel Cana (drums)